# ポール・ダイヤモンド
ポール・ダイヤモンド（Paul Diamond、本名：Thomas "Tom" Boric、1961年5月11日 - ）は、クロアチア・ザグレブ出身の元プロレスラー。
カナダに移民後、サッカー選手を経てプロレスラーに転向し、AWAやWWFなどで活躍。素顔のポール・ダイヤモンドのほか、覆面レスラーのマックス・ムーン（Max Moon）、カトー（Kato）などのリングネームでも知られる。若手時代のショーン・マイケルズのタッグパートナーでもあった。

## 来歴
クロアチア併合後のユーゴスラビアで生まれ、1974年に家族でカナダのマニトバ州ウィニペグに移住。学生時代はサッカーに熱中し、1980年にNASLのカルガリー・ブーマーズにゴールキーパーとして入団する。1982年からはアメリカ合衆国のタンパ・ベイ・ラウディーズに移り、NASLが活動を停止する1984年までプレイした。
サッカー廃業後もラウディーズの本拠地だったフロリダ州タンパにとどまり、ボリス・マレンコのジムでトレーニングを受け1985年にポール・ダイヤモンドのリングネームでデビュー。テキサス州サンアントニオ地区のテキサス・オールスター・レスリングでキャリアを積み、当初はジン・キニスキーの息子ニック・キニスキーとアメリカン・ブリード（American Breed）、後にショーン・マイケルズとアメリカン・フォース（American Force）なるベビーフェイスのタッグチームを組む。マイケルズとのタッグでは、当時アメリカ遠征中だった冬木弘道と川田利明のジャパニーズ・フォース（後のフットルース）とも抗争を展開した。
アメリカン・フォース解散後の1986年10月、全日本プロレスに初来日。外国人エースのタイガー・ジェット・シンやスタン・ハンセンと組んでのタッグマッチで、ジャンボ鶴田、天龍源一郎、タイガーマスク、長州力らと対戦した。帰米後はメンフィスのCWAに参戦して、パット・タナカをパートナーに新しいタッグチーム、バッド・カンパニー（Badd Company）を結成。当初は従前と同じくベビーフェイスとして佐藤昭雄&ターザン後藤やシープハーダーズ、後にヒールに転向してジェフ・ジャレット&ビリー・トラヴィスなどのチームを破り、同地区認定のタッグタイトルを再三獲得した。
1988年よりAWAに進出。サンアントニオ時代の相棒だったマイケルズ&マーティ・ジャネッティのミッドナイト・ロッカーズと抗争を展開し、同年3月19日にはロッカーズからAWA世界タッグ王座を奪取した。1年後の1989年3月にケン・パテラ&ブラッド・レイガンズにタイトルを奪われるとタナカとのコンビを解消。フェイスターンしてグレッグ・ガニアやザ・トルーパーと共闘し、ラリー・ズビスコが保持していたAWA世界ヘビー級王座にも挑戦した。
1990年末、同年初頭にニューヨーク入りしていたタナカに続いてWWFと契約。WWFでのタナカの前任パートナーだったサトーのフロント入りに伴い、顔を覆面で隠し空手の道衣を身につけたニセ日本人レスラーのカトー（現地ではケイトーとも発音）に変身、オリエント・エクスプレス（The Orient Express）の新メンバーとなる。マイケルズ&ジャネッティのロッカーズとの抗争をギミックを変えた形で再開し、リージョン・オブ・ドゥームやハート・ファウンデーションなどの強豪チームとも対戦した。1991年には当時WWFと提携していたSWSに素顔のポール・ダイヤモンド名義でタナカと共に来日、チーム名は違えども、事実上のバッド・カンパニーとしての日本マット登場を果たした。
1992年、タナカのWWF離脱後にシングルプレイヤーとなり、9月のWAR来日を経て、サイボーグをイメージしたベビーフェイスのSF風マスクマン、マックス・ムーンに再変身する（初代のマックス・ムーンはコナンだったが、短期間でWWFを退団したため後任として2代目を担当することになった）。空中技主体のファイトスタイルと、両腕に装着されたデバイスから火花や白煙を噴射するパフォーマンスで子供達の支持を集め、マイケルズのインターコンチネンタル王座にも挑戦。リポマンとの覆面レスラー同士の抗争も組まれたが、マイクパフォーマンスのスキルに難があったため、大きなプッシュを受けることはなかった。
1993年上期にWWFを離れ、同年6月にポール・ダイヤモンドとして新日本プロレスに初参戦。1994年1月と7月にはWWF時代と同じスタイルのマックス・ムーンとして再来日し、ワイルド・ペガサス、ブラック・タイガー、ラブ・マシーンらと覆面タッグを結成。獣神サンダー・ライガー、エル・サムライ、パワー・ウォリアーとのシングルマッチも行われた。
アメリカでは1993年10月よりECWでタナカとバッド・カンパニーを再結成し、パブリック・エナミーやバッド・ブリード（アクセル・ロッテン&イアン・ロッテン）、ケビン・サリバン&タズマニアックらと抗争。1994年にはWWFでのカトーと同じ覆面を被り、ハイトー（Haito）なるリングネームで短期間ながらWCWにも登場した。その後は素顔に戻り、メンフィスCWAの後継団体であるジェリー・ローラー主宰のUSWAにてスティーブン・ダンと新チームを結成。1997年5月、トゥルース・コミッション（インテロゲーター&リーコン）を破りUSWA世界タッグ王座を獲得した。
1998年より、旧友マイケルズがサンアントニオで主宰していたTWA（Texas Wrestling Academy）にレスラー兼トレーナーとして参加。TWAヘビー級王座を獲得する一方、師範代となってブライアン・ケンドリックやブライアン・ダニエルソンらをコーチした。TWA活動停止後の2001年にセミリタイアし、ホームタウンのウィニペグにてプロレスリング・スクール "Paul Diamond Hard Knocks Pro Wrestling Academy" を開校、後進の指導・育成にあたった。
各地のインディー団体にも時折出場しており、2004年にはアラバマ州ハンツビルのRCW（Rocket City Wrestling）にマックス・ムーンのギミックでスポット参戦。2008年4月18日にはフロリダのASWF（All Star Wrestling Florida）にてタナカとのオリエント・エクスプレスを復活させた。

## 得意技
- フライング・クロス・ボディ
- プランチャ・スイシーダ
- スーパーキック
- フライング・ニールキック

## 獲得タイトル
テキサス・オールスター・レスリング
- TASWテキサス・タッグ王座：4回（w / フランク・ラング、ニック・キニスキー、ショーン・マイケルズ×2）[23]

コンチネンタル・レスリング・アソシエーション
- CWAインターナショナル・タッグ王座：5回（w / ジェフ・ジャレット、パット・タナカ×4）[9]
- AWA南部タッグ王座：1回（w / パット・タナカ）[8]

アメリカン・レスリング・アソシエーション
- AWA世界タッグ王座：1回（w / パット・タナカ）[10]

ユナイテッド・ステーツ・レスリング・アソシエーション
- USWA世界タッグ王座：1回（w / スティーブン・ダン）[21]

テキサス・レスリング・アライアンス
- TWAヘビー級王座：2回

カナディアン・レスリング・フェデレーション
- CWFヘビー級王座：1回

セントラル・レスリング・フェデレーション
- CWFタッグ王座：1回（w / トレイシー・スマザーズ）